# La Fiancée de Chucky
Série Chucky
Chucky 3
(1991) Le Fils de Chucky
(2004)
Pour plus de détails, voir Fiche technique et Distribution.
La Fiancée de Chucky (Bride of Chucky) est un film américain réalisé par Ronny Yu et sorti en 1998. Il s'agit du quatrième volet de la franchise mettant en scène le personnage de Chucky.
Le film débute dans un hangar désaffecté, où Tiffany, la dernière amante de Chucky pendant qu'il était humain, assassine de sang froid un policier qui quelques minutes auparavant avait dérobé la poupée pour elle dans un commissariat de police. Elle décide de la ressusciter par une incantation vaudoue. Celle-ci pensait naïvement, par une bague trouvée dans l'appartement, qu'il voulait la demander en mariage la nuit de sa mort. Hélas, cette bague volée n'était qu'un trophée pour Chucky. Déçue, elle l'enferme dans un parc à bébé et lui offre en moquerie une poupée de mariée. Chucky ne cherche qu'une chose, prendre possession du corps de quelqu'un. Il utilise la bague pour scier les barreaux du parc, tue Tiffany, qui était déterminée à ne pas le laisser se remettre en humain tant qu'il ne l'épouserait pas, et transfère l'âme de Tiffany dans la poupée qu'elle lui avait offert. La seule solution pour retrouver leur forme humaine est de traverser les États-Unis pour récupérer une amulette que Chucky avait quand il était humain et qui est maintenant dans sa tombe.

## Synopsis
À peine un mois après les événements du précédent film, Tiffany (Jennifer Tilly), ancienne amante et complice du tueur en série Charles Lee Ray, récupère les restes de Chucky après avoir soudoyé et égorgé un officier de police qui disposait des membres de la poupée Brave Gars dans un casier contenant des éléments d'enquêtes non résolues. Croyant que l'âme de Ray est encore dans la poupée, Tiffany recoud grossièrement les morceaux de Chucky. Puis elle doit reconstituer le rituel vaudou que Ray lui a inculqué il y a dix ans.
Bien qu'elle ne parvienne d'abord pas à produire des résultats, Chucky revient à la vie et tue l'admirateur gothique de Tiffany, Damien (Alexis Arquette), en arrachant son piercing à la lèvre tandis que ses mains et ses pieds sont menottés, et en l'étouffant avec un oreiller tandis que Tiffany le regarde avec enthousiasme. Tiffany et Chucky se retrouvent enfin, mais Chucky, narquois, révèle à Tiffany qu'il ne comptait pas l'épouser avant sa mort, ce qu'elle croyait. Tiffany, malgré ses menaces, le jette alors dans un parc à bébé et l'enferme à l'intérieur. Elle lui donne plus tard une autre poupée dans une robe de mariée avec une bague en diamant véritable pour se moquer de lui. Alors que Tiffany regarde la télévision en prenant un bain, Chucky s'échappe en coupant le bois avec le diamant et l'électrocute en poussant le téléviseur dans la baignoire. Puis, en utilisant le sort vaudou, Chucky obtient vengeance supplémentaire en transférant l'âme de Tiffany dans la poupée mariée afin qu'elle puisse ressentir ce qu'il a ressenti en tant que poupée vivante. Chucky concocte un plan avec Tiffany pour récupérer une amulette qui a été enterrée avec son corps et utiliser les voisins de Tiffany, Jesse (Nick Stabile) et sa copine Jade (Katherine Heigl), pour les y emmener. Avec cette amulette, ils pourront s'emparer de n'importe quel corps en usant du rituel. Car, auparavant, Chucky ne pouvait posséder le corps que de la première personne à qui il a révélé sa véritable identité.
Tiffany envoie un message à Jesse lui demandant d'emmener les deux poupées chez elle au New Jersey en échange d'argent. Jesse convainc Jade d'aller avec lui et met les poupées dans un sac. Pendant ce temps, l'officier de police Warren et oncle de Jade (John Ritter) dissimule un sac de marijuana dans la voiture de Jesse, à qui il ne fait pas confiance. Par peur qu'il ruine leurs plans, Chucky et Tiffany le tuent par la mise en place d'un coussin gonflable qui lui projette des pics dans le visage. Les poupées cachent le corps sous la banquette arrière, puis Jesse arrive avec Jade et ils commencent leur voyage.
Vers un dépanneur, ils sont interceptés par l'agent Norton, qui demande à inspecter la voiture de Jesse pour trouver la drogue cachée. Il la trouve en effet et va à sa voiture pour le signaler à Warren. Mais pendant ce temps, Chucky met un chiffon dans le réservoir à essence de la voiture de Norton et l'allume. Norton est tué lorsque sa voiture explose et, en voyant l'explosion, Jesse et Jade fuient les lieux, se soupçonnant mutuellement de ce qui vient de se passer. Bientôt, ils s'arrêtent devant un hôtel pour se marier. Pendant ce temps, l'oncle de Jade, toujours en vie, tente de s'enfuir de la voiture mais est poignardé à plusieurs reprises dans le dos par Chucky. Alors que dans l'hôtel, Jesse et Jade rencontrent un couple arnaqueur, Russ et Diane (James Gallanders et Janet Kidder), qui volent l'argent de Jesse. Tandis que les voleurs ont des rapports sexuels dans leur chambre, Tiffany, qui les avait vus prendre l'argent de Jesse et affirme que la femme « ne mérite pas de porter cette bague », prend sa bouteille de champagne et la jette dans le plafond en miroir, faisant tomber des éclats de verre qui tuent les deux escrocs. Impressionné par ce qu'elle vient de faire, Chucky révèle ses véritables sentiments pour Tiffany. Les deux poupées commencent elles-mêmes à avoir des relations sexuelles.
Le lendemain matin, une femme de ménage (Kathy Najimy) trouve les cadavres du couple, et Jesse et Jade partent loin avec leur ami David, qui était au courant de leur plan de s'enfuir et a entendu parler des meurtres récents. Il révèle que Jesse et Jade ont été épinglés pour l'ensemble des décès et, tout en recherchant la source d'une odeur fétide, trouve le corps de Warren à l'horreur générale. David sort une arme et menace Jesse et Jade en tentant à moitié de s'enfuir, mais,terrifié par Chucky et Tiffany, il est accidentellement éclaté en mille morceaux par un camion en excès de vitesse. Les poupées interviennent et les prennent en otage avec des armes, leur demandant de conduire. Ils sont alors pris en chasse par la police, mais Chucky tire sur les voitures et leur fait quitter la route. Les poupées révèlent leur plan les concernant et obtiennent de Jesse qu'il conduise hors de la ville pour maintenir la police loin d'eux en utilisant un véhicule différent. Jesse et Jade se sont rendu compte des tensions entre les poupées. Simultanément, Tiffany se met à parler avec Jade, qui réussit à lui faire répondre durement à  Chucky, lui-même influencé par Jesse. Un combat entre les deux poupées en découle et Jade saisit l'occasion : à coups de pied, elle jette Tiffany dans le four, tandis que Jesse pousse Chucky par la fenêtre. Chucky s'accroche à Jesse, ce qui amène la voiture à quitter la route et à finir sa course dans un fossé.
Chucky trouve Jade et l'oblige à le conduire à sa tombe, tandis que Jesse s'empare de Tiffany, brûlée mais toujours vivante, et les suit. Après avoir creusé, Chucky ordonne à Jade d'ouvrir le cercueil et de lui donner l'amulette. Elle doit casser le cou de son squelette, puis elle la lui envoie. Jesse apparaît alors avec Tiffany et ils font le commerce des otages. Alors que Jesse et Jade s'étreignent, malgré l'avis de Tiffany, Chucky jette son couteau sur Jade, mais Jesse le voit et tourne, se faisant poignarder dans le dos. Après que Jade tire le couteau de son dos et le soutient, ils sont attachés pour le rituel.
Avant que Chucky ne commence le chant du rituel, Tiffany le distrait en l'embrassant, alors elle tire le couteau de sa poche et le poignarde dans le dos. Ils se battent jusqu'à ce qu'il la poignarde en plein cœur, et elle s'effondre au sol. Jesse frappe Chucky qui tombe dans le trou sur son corps et hurle de frayeur. Un enquêteur arrive et voit Jade pointer une arme vers le trou. Il regarde ensuite Jade enterrer Chucky vivant tandis qu'il hurle qu'il reviendra, comme il revient toujours. Il parle au téléphone avec la police, affirmant que Jesse et Jade sont innocents des meurtres, et éloigne le couple.
Alors qu'il regarde le corps de Tiffany, celle-ci donne naissance à un enfant monstrueux qui lui saute à la gorge.

## Fiche technique
- Titre original : Bride of Chucky
- Titre français : La Fiancée de Chucky
- Réalisation : Ronny Yu
- Scénario : Don Mancini
- Musique : Graeme Revell
- Photographie : Peter Pau
- Montage : Randy Bricker et David Wu
- Décors : Alicia Keywan
- Costumes : Lynne MacKay
- Production : Grace Gilroy, David Kirschner, Laura Moskowitz, Don Mancini et Corey Sienega
- Société de production et de distribution : Universal Pictures
- Budget : 25 millions de dollars[1]
- Pays de production :  États-Unis
- Format : Couleurs - 1,85:1 - DTS / Dolby Digital / SDDS - 35 mm
- Genre : comédie horrifique (slasher), fantastique
- Langue originale : anglais
- Durée : 89 minutes
- Dates de sortie[2] : 
  - États-Unis : 15 octobre 1998 (première), 16 octobre 1998 (sortie nationale)
  - France : 10 mars 1999
- Film interdit aux moins de 16 ans lors de sa sortie en France

## Distribution
Légende : VF = Version Française et VQ = Version Québécoise
- Jennifer Tilly (VF : Véronique Volta et VQ : Camille Cyr-Desmarais) : Tiffany
- Brad Dourif (VF : William Coryn et VQ : Jean-Louis Millette) : Chucky (voix)
- Katherine Heigl (VF : Barbara Delsol et VQ : Sophie Léger) : Jade
- Nick Stabile (VF : Damien Boisseau et VQ : Martin Watier) : Jesse
- Alexis Arquette (VF : Lionel Melet et VQ : Gilbert Lachance) : Damien Baylock / Howard Fitzwater
- Gordon Michael Woolvett (VF : Mathias Kozlowski et VQ : Hugolin Chevrette) : David « Dave » Collins
- John Ritter (VF : Jean-François Aupied et VQ : Jacques Lavallée) : Warren Kincaid, le chef de la police
- Lawrence Dane (VF : Jean-Pierre Leroux et VQ : Aubert Pallascio) : le lieutenant Preston
- Michael Louis Johnson : l'officier Norton
- James Gallanders (VF : Stéphane Ronchewski) : Russ
- Janet Kidder : Diane
- Vince Corazza (VF : Ludovic Baugin) : Robert Bailey
- Kathy Najimy : la femme de chambre du motel
- Park Bench : le jeune homme qui fume devant The One-Stop
- Emily Weedon : la jeune femme qui fume devant The One-Stop
- Ben Bass (VF : Patrick Noérie) : le lieutenant Ellis
- Roger McKeen (VF : Bernard Bollet) : Le prêtre
- Sandi Stahlbrand (VF : Marie-Laure Beneston) : La journaliste TV

## Bande originale
- Play With Me, interprété par Insane Clown Posse
- Thunder Kiss '65, interprété par White Zombie
- See You In Hell, interprété par Monster Magnet
- Living Dead Girl, interprété par Rob Zombie
- Call Me, interprété par Blondie
- Human Disease, interprété par Slayer
- So Wrong, interprété par Stabbing Westward
- Crazy, interprété par Kidneythieves
- Boogie King, interprété par The Screamin' Cheetah Wheelies
- Ziti, interprété par Drizz
- Blisters, interprété par Coal Chamber
- Bled for Days, interprété par Static-X
- Finally Over, interprété par The Assholes
- Trumpets of Jericho, interprété par Bruce Dickinson
- Bloodstained, interprété par Judas Priest

## Box-office
- Nombre d'entrées en France : 497 340
- Recettes États-Unis : 32 404 188 $
- Recettes mondiales : 50 692 188 $

## Autour du film
- C'est à partir de ce volet que la série des Chucky s'oriente sensiblement plus vers la comédie que l'horreur.
- Le tournage s'est déroulé du 1er avril à juillet 1998 à Brampton, Los Angeles, Pickering et Toronto.
- Ce film compte parmi les suites de films d'horreur dont l'intrigue consiste à donner un conjoint féminin au monstre/méchant de la série, et dont le titre commence par La Fiancée de... Par ailleurs, une scène montre Tiffany (toujours humaine) dans son bain, en train de regarder La Fiancée de Frankenstein sur une télévision, au moment où le Monstre de Frankenstein est présenté à sa fiancée.
- Dans ce même bain, Tiffany zappe sur la série Arabesque, dont on entend brièvement le générique.
- Dans la scène d'ouverture, on peut voir les masques de Jason Voorhees et Michael Myers (Vendredi 13 et Halloween), la tronçonneuse de Leatherface (Massacre à la tronçonneuse), ainsi que le gant de Freddy Krueger (Les Griffes de la nuit), la lignée des Chucky s'inscrivant dans le même univers. Le réalisateur Ronny Yu réalisera plus tard Freddy contre Jason.
- Lorsque Tiffany égorge le policier, le bruitage est le même lorsque le capitaine Dallas est capturé par le xénomorphe dans Alien.
- Quand Jesse demande comment ils ont fait pour atterrir dans des corps de poupées, Chucky répond que si c'était un film, « il faudrait trois ou quatre suites juste pour l'expliquer » (VO : "pour rendre justice").
- Lorsque l'agent de police Warren Kincaid se prend les clous en plein visage, dans la voiture, Chucky ironise en déclarant (en VF) : « Pourquoi cette scène me semble-t-elle si familière ? ». Il faut voir là un clin d’œil au personnage de films d'horreur Pinhead, un monstre au visage clouté, que l'on retrouve dans la série de films horrifiques Hellraiser.
- Un des personnages du film se nomme Damien Baylock. Damien était l'enfant satanique du film La Malédiction, tandis que sa nounou s'appelait Madame Baylock.
- La date sur les coupures de presse de Tiffany au début du film et la date de décès sur la pierre tombale de Charles Lee Ray sont le 9 novembre 1988. Cela correspond à la date de sortie américaine de Jeu d'enfant, premier film de la série.
- Chucky et Tiffany doivent se rendre à Hackensack, dans le New Jersey, qui est, en dehors du film, le lieu de naissance d'Alex Vincent (Andy Barclay dans Jeu d'enfant et La poupée de sang).
- L’accroche du film est ‘’ Chucky gets lucky ‘’. L’accroche du film au Québec est Chucky a trouvé l’âme sœur
- Le tatouage de Tiffany est largement inspiré de celui de Charity, personnage iconique de la célèbre comédie musicale Sweet Charity. De plus, Charity s'attache elle aussi aux hommes dont le mode de vie est douteux et son nom de famille est Valentine, comme Tiffany.

## Distinctions
- Nomination au prix du meilleur film d'horreur, meilleur scénario et meilleure actrice (Jennifer Tilly), lors de l'Académie des films de science-fiction, fantastique et horreur 1999.
- Prix spécial du jury lors du festival international du film de Gérardmer 1999.
- Prix spécial du jury lors du festival Fantastic'Arts 1999.
- Nomination au prix du meilleur méchant lors des MTV Movie Awards 1999.
- Prix de la meilleure actrice (Jennifer Tilly) et des meilleurs effets spéciaux lors du Fantafestival 2000.